# Metschyslau
Metschyslau (belarussisch Мечыслаў) ist ein belarussischer männlicher Vorname.

## Herkunft und Bedeutung
Der Name ist slawischer Herkunft und setzt sich zusammen aus den Worten belarussisch меч für „Schwert“ und слава für „Ruhm“. Er entspricht dem polnischen Mieczysław und dem litauischen Mečislovas.

## Bekannte Namensträger
- Metschyslau Hryb (* 1938), Präsident von Belarus.